# 4766 Malin
4766 Malin је астероид главног астероидног појаса са средњом удаљеношћу од Сунца која износи 2,592 астрономских јединица (АЈ).
Апсолутна магнитуда астероида је 12,2.